# Caecognathia abyssorum
Caecognathia abyssorum är en kräftdjursart som först beskrevs av Georg Ossian Sars 1872.  Caecognathia abyssorum ingår i släktet Caecognathia och familjen Gnathiidae. Inga underarter finns listade i Catalogue of Life.